# Ernst Ferdinand Ayrer
Ernst Ferdinand Ayrer (* 30. Juni 1774 in Göttingen; † 18. November 1832 in Berlin) war ein deutscher akademischer Reitlehrer.

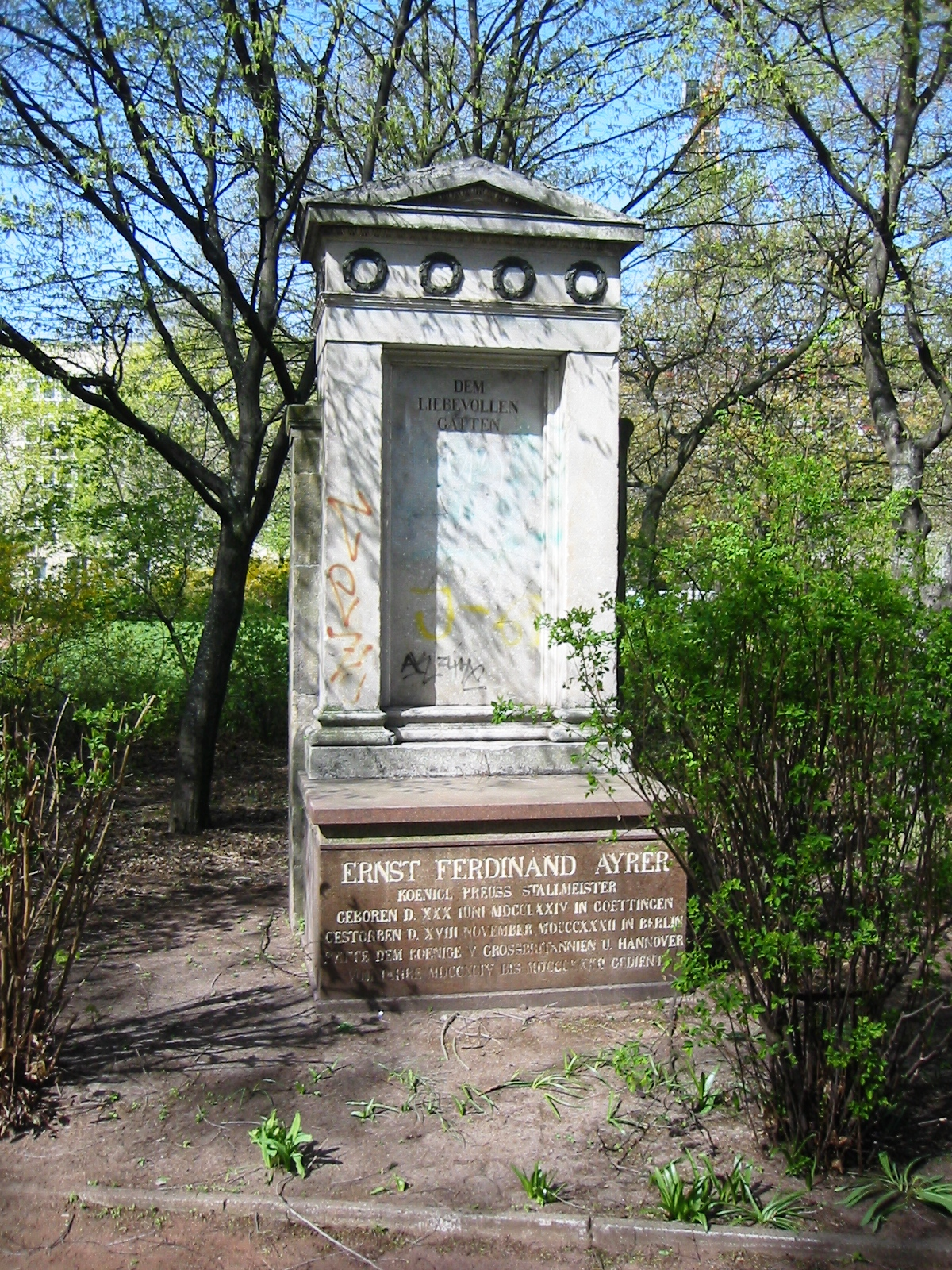
Ayrer-Grabmal im Berliner Waldeckpark

## Leben
Ernst Ferdinand Ayrer war der Sohn Johann Heinrich Ayrers, der seit 1760 an der Georg-August-Universität Göttingen Reitkunst lehrte. Er besuchte das Gymnasium in Göttingen und studierte ab 1793 dort zunächst Jura, konzentrierte sich dann aber auf die Reitkunst sowie das Studium der Mathematik, Mechanik, Anatomie und Physiologie von Pferden. 1796 wurde er als Bereiter am Universitätsreitstall Göttingen angestellt. Ab 1800 bildete er sich an der Tierarzneischule in Wien sowie an verschiedenen Gestüten in Ungarn fort, kehrte aber 1802 nach Göttingen zurück und wurde 1804 Anwärter auf das Amt seines Vaters. Nach dessen Tod 1817 wurde er wie dieser zum Universitäts-Stallmeister der Göttinger Universität mit dem Rang eines ordentlichen Professors und Vortritt vor den außerordentlichen Professoren ernannt. Wie sein Vater hielt er auch tiermedizinische Vorlesungen zu Pferden. In der Praxis wurde weiterhin in Göttingen die Hohe Schule des höfischen Dressurreitens gelehrt, während deren Ausübung bei den Studenten im Zuge der Romantik stark zurückging und stattdessen einfache Ausritte in die ländliche Umgebung zunahmen. Nachdem Ayrer einen Ruf an den königlichen Marstall Dresden 1830 noch zugunsten einer Gehaltserhöhung in Göttingen ausgeschlagen hatte, trat er am 2. April 1832 eine Stelle als preußischer Erster königlicher Obermarstall-Stallmeister in Berlin an. Dort starb er am 18. November desselben Jahres nach längeren gesundheitlichen Beschwerden und einer Kurreise. Sein Grabmal ist das einzige erhaltene im Berliner Waldeckpark.